# Plymouth (automòbil)
Plymouth va ser una marca d'automòbils creada per Chrysler l'any 1928. Va ser dissolta l'any 2001.

## Història

### Orígens
Presentada al 7 de juliol de 1928, es tracta de la primera marca d'automòbils econòmics de Chrysler, un sector dominat per Chevrolet i Ford Motor Company. Plymouth tenia un preu lleugerament superior respecte dels seus competidors, però oferia una sèrie d'elements com a equipament estàndard, com els frens hidràulics (els seus rivals no els oferien). Els concessionaris de Chrysler van vendre els Plymouth, que tenien un logotip a on apareix el vaixell Mayflower, que va desembarcar a la Plymouth Rock, d'aquí que tingui el nom de "Plymouth".
És possible que els orígens de Plymouth puguin estar relacionats amb la marca Maxwell. Quan Walter Chrysler va adquirir el control de la companyia Maxwell-Chalmers a començaments dels anys 20. Les instal·lacions d'aquesta van servir per ajudar en el llançament dels automòbils Chrysler, Walter Chrysler va decidir de crear una marca d'automòbils de baix cost; en principi va usar el nom de "Maxwell" el 1926, però finalment el 1928 adquirirà el nom de Plymouth.

### La gran depressió, anys 40 i 50

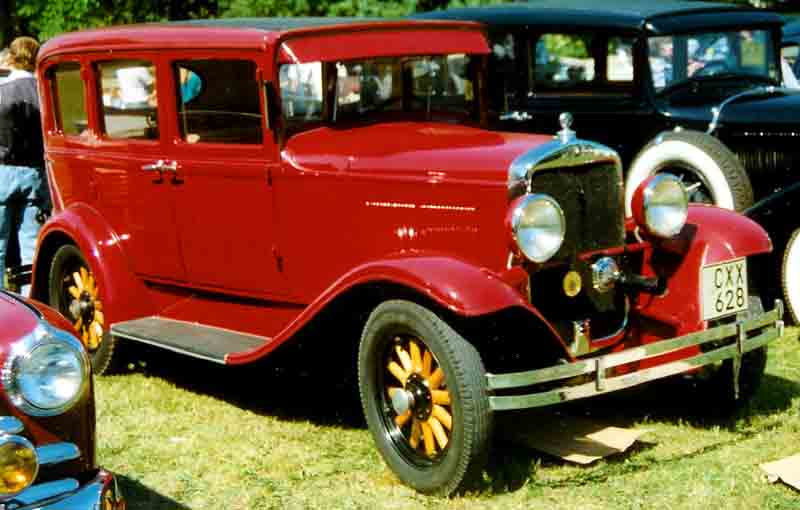
Plymouth Model 30 del 1930

Durant la gran depressió dels anys 30, Plymouth va contribuir significativament en la supervivència de la corporació Chrysler en una dècada en què van haver moltes marques que van fer fallida. A principis d'aquesta dècada, Plymouth es comercialitzava en totes les divisions de Chrysler: la mateixa, De Soto i Dodge.
Durant bona part de la seva vida comercial, va ser una de les marques més venudes als Estats Units, juntament amb Chevrolet i Ford Motor Company. Inclús en algun moment dels anys 40 Plymouth va sobrepassar en vendes a Ford Motor Company com a 2a marca d'automòbils. Plymouth va adquirir una reputació de vehicle per tenir una bona mecànica, duració i assequibles. A partir del 1957, el nou disseny "Foward Look" de Chrysler va donar-li a Plymouth un aspecte més modern que els models de Ford Motor Company i Chevrolet. Tot i així, les vendes de Plymouth van disminuir degut a l'aparició de problemes de corrosió i problemes en els acabats de fàbrica dels automòbils van contribuir amb aquest fet.

### Dificultats econòmiques

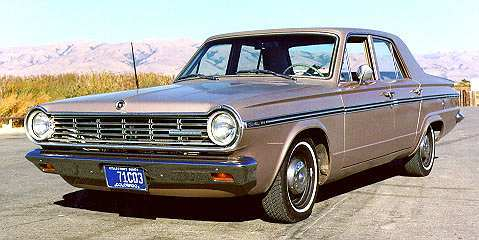
Plymouth Valiant del 1965

Tot i que Plymouth va ser líder en disseny fins al 1962, la marca perdia mercat atès als problemes anteriorment esmentats, a part de tenir rivals dins de casa seva, com Dodge amb el Dart. Rambler i Pontiac assoliran el 3r lloc en vendes globals durant una dècada. Plymouth va perdre, una dinàmica de la qual mai es recuperarà de manera plena.
El 1965 Plymouth va començar a oferir nous models. Durant els anys 1971-1974 Plymouth recupera aquella 3a plaça que li van prendre, en part, per l'èxit del Valiant i Duster, però els problemes financers del grup Chrysler van afectar de forma notable a Plymouth, reduint-li la gamma de vehicles i afavorint a Dodge i Chrysler en detriment de Plymouth. L'any 1979 la gamma era composta pels Volare i Horizon i una sèrie de models Mitsubishi d'importació venuts sota la marca Plymouth.

### Últims anys de Plymouth

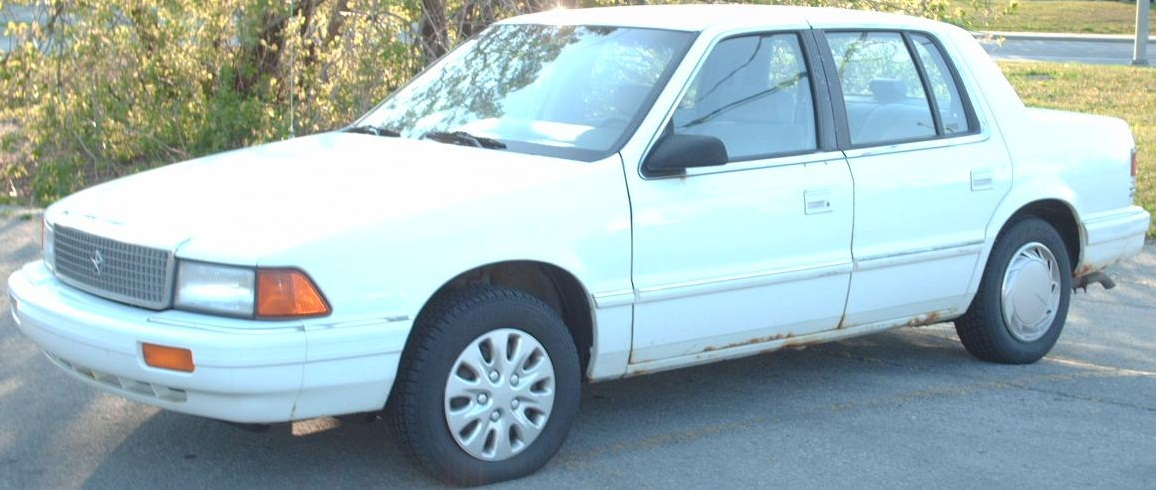
Plymouth Acclaim del 1989-1992

El 1995, la gamma Plymouth estava composta per 3 vehicles: Plymouth Acclaim, Plymouth Voyager/Grand Voyager i Plymouth Neon. El 1997 la gamma augmenta a 4 models: el Breeze, que substitueix l'Acclaim i el Prowler. Després de la desaparició el 1998 de Eagle, Chrysler va decidir ampliar la gamma de Plymouth amb models exclusius seus (el Prowler i el PT Cruiser, abans de la fusió amb Daimler-Benz AG.
El motiu de la dissolució de Plymouth va ser, en part, que si s'hagués inclinat per Dodge, hi hauria molts concessionaris que hi estarien en contra atès que els concessionaris Dodge només venen aquesta marca i als concessionaris que venien Plymouths venien Chryslers.

## Models fabricats per Plymouth
- Plymouth Acclaim (1989-1995)
- Plymouth Arrow (1976-1980, un Mitsubishi Lancer Celeste venut sota la marca Plymouth)
- Plymouth Arrow Truck (1979-1982, un Mitsubishi Forte venut sota la marca Plymouth)
- Plymouth Barracuda (1964-1974)
- Plymouth Belvedere (1954-1970)
- Plymouth Breeze (1996-2000)
- Plymouth Caravelle (1985-1988)
- Plymouth Cambridge
- Plymouth Champ (1979-1982, un Mitsubishi Mirage venut sota la marca Plymouth)
- Plymouth Colt (1983-1994, un Mitsubishi Mirage venut sota la marca Plymouth)
- Plymouth Conquest (1984-1986, un Mitsubishi Starion venut sota la marca Plymouth)
- Plymouth Cranbrook
- Plymouth Cricket (1971-1975, un Hillman Avenger venut sota la marca Plymouth)
- Plymouth Duster (1970-1976)
- Plymouth Fury (1956-1978)
- Plymouth Gran Fury (1975-1977, 1980-1989)
- Plymouth Grand Voyager (1987-2000)
- Plymouth GTX (1967-1971)
- Plymouth Horizon (1978-1990)
- Plymouth Laser (1990-1994, un Mitsubishi Eclipse venut sota la marca Plymouth)
- Plymouth Neon (1995-2001)
- Plymouth Plaza (1954-1958)
- Plymouth Prowler (1997-2001)
- Plymouth Reliant (1981-1989)
- Plymouth Road Runner (1968-1980)
- Plymouth Sapporo (1978-1983, un Mitsubishi Galant venut sota la marca Plymouth)
- Plymouth Satellite (1966-1974)
- Plymouth Savoy (1951-1965)
- Plymouth Scamp (1971-1976, 1983)
- Plymouth Sundance (1987-1994)
- Plymouth Suburban
- Plymouth Superbird (1970)
- Plymouth TC3 (1979-1982)
- Plymouth Trailduster (1974-1981)
- Plymouth Turismo (1983-1987)
- Plymouth Valiant (1960-1976)
- Plymouth VIP (1966-1969)
- Plymouth Volaré (1976-1980)
- Plymouth Voyager (1974-2000)